# カイザー・ヘンリーJ

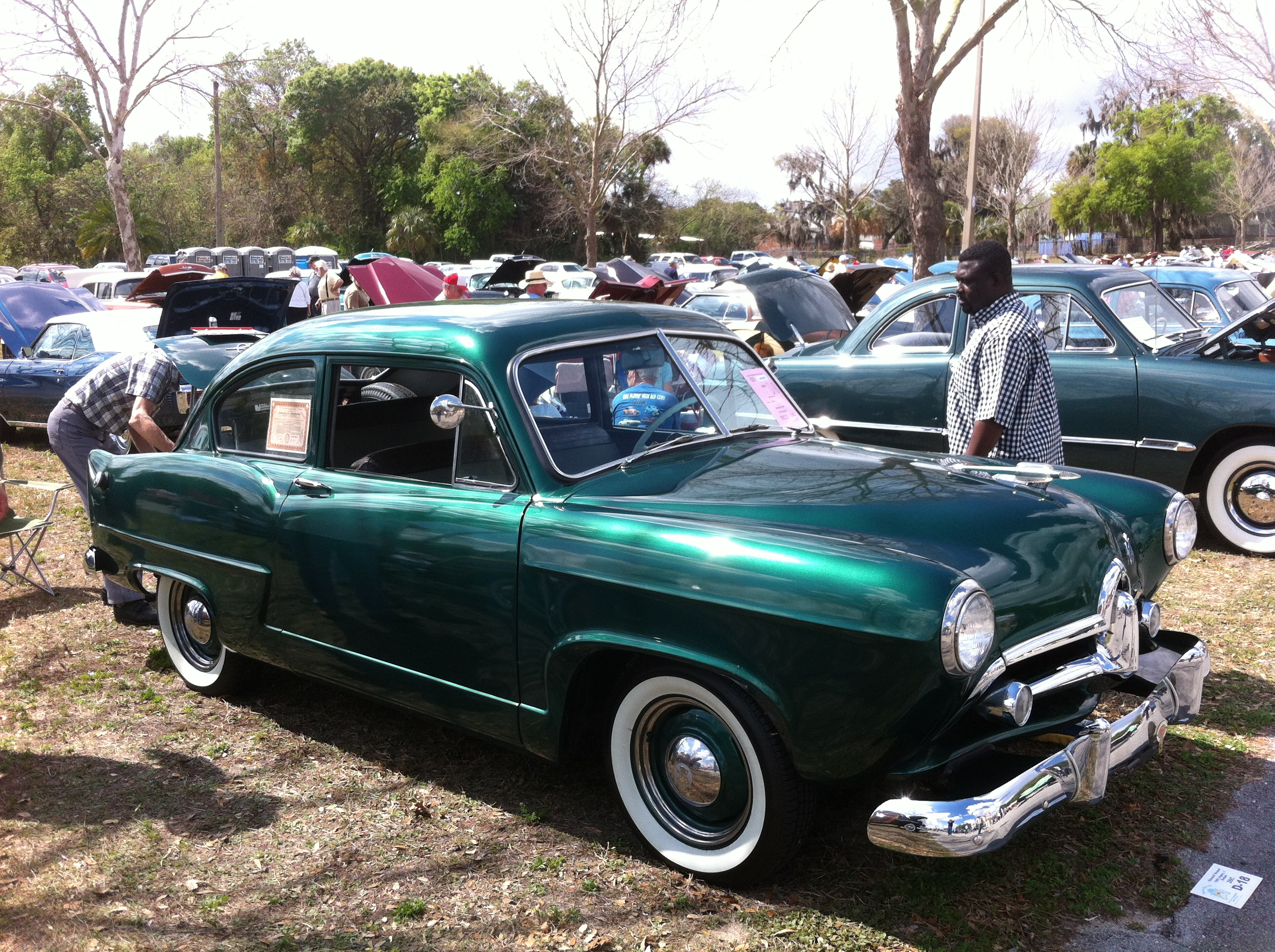
ヘンリーJ（後期モデル）

ヘンリーJ（Henry J ）は米国の自動車。
カイザー＝フレーザー・コーポレーションにより1950年から1951年式モデルとして発売され、1953年まで製造販売した。車名は、会長のヘンリー・J・カイザーからつけられた。

## 概要
ヘンリー・J・カイザー自身のアイデアとして生まれたもので、カイザー会長は自社の乗用車ラインの販売をいかにして増やすかを考え、ヘンリー・フォードがフォード・モデルTを作ったように、平均的な米国人に購入しやすい低コストで製造できる車を追加しようとした。
このアイデアを元に、ヘンリーJは必要最低限の装備で設計され、必要最低限の部品で生産された。ボディプレスもコスト圧縮のため、初期型ヘンリーJではリアトランクリッドがなかった。トランクへはリアシートを折りたんで出し入れしなければならなかった。コスト圧縮はボディ仕様にもあらわれており、2ドアセダンでリアウィンドウは開閉しない固定式（いわゆる「はめ殺し窓」）だった。
エンジンは2.2Lサイドバルブ4気筒の68hpで、同時期のウィリス＝オーバーランド製ジープ用エンジンを購入、パーツを共用していた。後期モデルでは2.6LのL型サイドバルブ6気筒80hpも追加された。いずれにしても、当時のアメリカにおけるフルサイズ大衆車よりも1～2ランク小形に属するエンジンであり、経済性を狙っていた。
1952年、カイザー社はヘンリーJをリバッジして、大手通信販売会社シアーズ・ローバックから「オールステート」ブランドで姉妹車を販売した。オールステートはほとんどヘンリーJと変わらなかったが、フロントグリルやボンネットのオーナメント、ハブキャップ、ブランドネームプレート、インテリア仕様、さらに、オールステート・ブランドのタイヤやバッテリーが装備された。2年間での販売は思わしくなく、シアーズは自動車販売を中止した。
ヘンリーJはカイザーにとってもその期待に応えられなかった。ヘンリーJは低価格だったが、それは競合車種を圧倒するほどのものではなかった。わずかな差額を追加すれば、開閉可能なリアウィンドウとトランクリッドがついた6気筒OHVエンジン搭載のフルサイズ大衆車「シボレー150」が買えたのである。消費者はトランクリッドがないことが不満だったため、カイザーは後期モデルではトランクリッドを追加し、顧客が戻ってくることを祈ったが、年を経るごとに販売は落ち込んでいった。ヘンリーJは消費者にとっては低価格だったが、製造および労働コストは高くついていた。ヘンリー・J・カイザーは大量販売による利益を期待して低マージンでの販売価格を押し出したが、販売が伸びなかったために計画は頓挫した。
同時期にはナッシュ＝ケルビネーターのコンパクトカーであるランブラーが市場での人気を得ていた。ナッシュはランブラーをアクセサリー的要素をもったコンバーチブル車として販売した。対するヘンリーJは目だったところのない2ドアセダンであり、消費者は「低価格」と「安っぽさ」との違いをそこに見ていた。ヘンリーJのデザインはマイナス思考とみたのである。加えて、カイザー社が1953年に買収したウィリス＝オーバーランドは、4ドアモデルをラインナップに加え、総合的な出来でもヘンリーJを凌駕する小型車ウィリス・エアロ(Willys Aero)を1952年から販売して実績をあげていた。エアロのエンジンはヘンリーJと同じくウィリス・ジープ用の流用だったが、Fヘッドとした次世代のハリケーンエンジンで、性能面でヘンリーJを上回っていた。
1954年にはカイザー車の生産が当初本拠地のミシガン州ウィロウランからオハイオ州トレドの旧ウィリス工場に統合されることになり、ヘンリーJは競合するウィリス・エアロに社内小型車レンジの地位を譲って1953年に生産終了。売れ残ったモデルは翌年の年式まで持ち越され「1954年式モデル」としても販売された。

## 日本での組立販売
ヘンリーJは日本でも組立、および販売がされた。三菱重工業から1950年1月11日に分割された東日本重工業が1950年9月にカイザー＝フレーザーの子会社カイザー＝フレーザー輸出会社と『ライセンス提携の生産とアジアへの販売』の契約を結んでヘンリーJのCKD(完全ノックダウン生産)を東日本重工の川崎工場でおこない、販売は新規に設立した子会社東日本カイザーフレザーでおこなった。CKD組立した工場は太平洋戦争後日本で初の外国製乗用車を組立した工場であり、その後に続く日産、日野、いすゞのライセンス生産に先立つものでトヨタも含め各社が見学に訪れている。
東日本カイザーフレーザーの社長は東日本重工副社長だった櫻井俊記が就任。1952年日本国との平和条約により三菱の商号や商標の使用も許され、東日本重工は三菱日本重工と社名を変更。東日本カイザーフレーザーも日本カイザーフレーザーに社名を変更した。櫻井は任期途中で三菱日本重工会長となり、日本カイザーフレーザー社長を継続した。
すでにカイザーと社名を変えていた本家がヘンリーJ含め不振だった乗用車生産から撤退し、ジープ生産主体に移行した。ヘンリーJは日本でも1954年9月で生産打ち切りとなった。日本でのCKD生産総数は509台。うち、（米国保護領だった）沖縄、タイへの輸出が185台で、ごく少数の生産にとどまった。三菱はこの提携による生産で、日産・ダットサンやトヨペットなどの架装に供給していた乗用車ボディのプレスや塗装の技術を向上させた。1952年7月26日の国会運輸委員会で櫻井は、日産50台ではじめ月産千台くらいまでと思っていたが月産50台前後で推移していること、また、その時点までに約500台を生産しドル貨を稼いだこと、さらに沖縄、タイに月30から40台と答弁している。
岡崎市の三菱自動車工業乗用車技術センター内に1989年に開館された三菱オートギャラリーに1953年式ヘンリーJが展示されている。また長久手市のトヨタ博物館には1951年式ヘンリーJが展示されている。

## 参照元
- Gunnell, John, Editor. (1987). The Standard Catalog of American Cars 1946-1975. Kraus Publications. ISBN 0-87341-096-3